# DFB-Pokal 2006/07
Het seizoen 2006/07 van de DFB-Pokal was het 64e seizoen om de Duitse nationale voetbalbeker (inclusief de Tschammer-beker) in het voetbal en begon in september 2006 en eindigde op 26 mei 2007 met de finale in het Olympiastadion in Berlijn. De zege ging na 1935, 1939 en 1962 voor de vierde keer naar 1. FC Nürnberg.

## Eerste ronde
De wedstrijden werden gespeeld op 8, 9 en 10 september 2006.
| Thuisclub             | Uitslag | Uitclub                |
| --------------------- | ------- | ---------------------- |
| BV Cloppenburg        | 0-1     | 1. FC Nürnberg         |
| Alemania Aachen II    | 0-4     | VfB Stuttgart          |
| Sportfreunde Siegen   | 0-2     | Eintracht Frankfurt    |
| FC Bremerhaven (1899) | 1-3     | VfL Wolfsburg          |
| Dynamo Dresden        | 2-3     | Hannover 96            |
| SV Darmstadt 98       | 0-1 nv  | Hertha BSC             |
| SpVgg Bayreuth        | 0-2     | Kickers Offenbach      |
| Chemnitzer FC         | 0-2     | Alemania Aachen        |
| SSVg Velbert          | 0-3     | SpVgg Unterhaching     |
| FC 08 Homburg         | 1-2     | VfL Bochum             |
| FC Carl Zeiss Jena    | 1-2     | 1. FC Köln             |
| SV Sandhausen         | 0-2     | SpVgg Greuther Fürth   |
| Rot-Weiß Ahlen        | 1-2     | MSV Duisburg           |
| VfL Osnabrück         | 3-1     | Eintracht Braunschweig |
| FC Augsburg           | 3-4 nv  | SV Wacker Burghausen   |
| FC St. Pauli          | 1-2 nv  | Bayern München         |

| Thuisclub              | Uitslag      | Uitclub                  |
| ---------------------- | ------------ | ------------------------ |
| 1.FC Magdeburg         | 1-1 ns (6-7) | SC Paderborn 07          |
| SV Babelsberg 03       | 2-1          | FC Hansa Rostock         |
| Rot-Weiss Essen        | 1-0          | Energie Cottbus          |
| Delbrücker SC          | 2-4          | SC Freiburg              |
| TSG Thannhausen        | 0-3          | Borussia Dortmund        |
| Stuttgarter Kickers    | 4-3 nv       | Hamburger SV             |
| SC Pfullendorf         | 2-1          | DSC Arminia Bielefeld    |
| SC 04 Westfalia        | 1-2          | Erzgebirge Aue           |
| FK 03 Pirmasens        | 1-1 ns (4-2) | SV Werder Bremen         |
| Tennis Borussia Berlin | 1-3          | Karlsruher SC            |
| FC Hansa Rostock II    | 1-9          | FC Schalke 04            |
| 1.FC Saarbrücken       | 1-0          | 1. FSV Mainz 05          |
| TuS Koblenz            | 2-2 ns (1-2) | Bayer 04 Leverkusen      |
| SV Roßbach/Wied        | 1-4          | Borussia Mönchengladbach |
| VfB Lübeck             | 1-0          | TSV 1860 München         |
| 1. FC Gera 03          | 0-2          | 1. FC Kaiserslautern     |

## Tweede ronde
De wedstrijden werden gespeeld op 24 en 25 oktober 2006.
| Thuisclub           | Uitslag | Uitclub             |
| ------------------- | ------- | ------------------- |
| SC Paderborn 07     | 1-2 nv  | 1. FC Nürnberg      |
| SV Babelsberg 03    | 2-4     | VfB Stuttgart       |
| Rot-Weiss Essen     | 1-2     | Eintracht Frankfurt |
| VfL Wolfsburg       | 1-0     | SC Freiburg         |
| Borussia Dortmund   | 0-1     | Hannover 96         |
| Stuttgarter Kickers | 0-2     | Hertha BSC          |
| SC Pfullendorf      | 0-2     | Kickers Offenbach   |
| Alemania Aachen     | 4-2 nv  | Erzgebirge Aue      |

| Thuisclub         | Uitslag      | Uitclub                  |
| ----------------- | ------------ | ------------------------ |
| FK 03 Pirmasens   | 0-3          | SpVgg Unterhaching       |
| VfL Bochum        | 3-2          | Karlsruher SC            |
| 1. FC Köln        | 4-2          | FC Schalke 04            |
| 1. FC Saarbrücken | 0-2          | SpVgg Greuther Fürth     |
| MSV Duisburg      | 3-2 nv       | Bayer 04 Leverkusen      |
| VfL Osnabrück     | 2-1          | Borussia Mönchengladbach |
| VfB Lübeck        | 0-0 ns (4-5) | SV Wacker Burghausen     |
| Bayern München    | 1-0          | 1. FC Kaiserslautern     |

## Derde ronde
De wedstrijden werden gespeeld op 19 en 20 december 2006.
| Thuisclub            | Uitslag      | Uitclub            |
| -------------------- | ------------ | ------------------ |
| 1. FC Nürnberg       | 0-0 ns (2-1) | SpVgg Unterhaching |
| VfL Bochum           | 1-4          | VfB Stuttgart      |
| Eintracht Frankfurt  | 3-1          | 1. FC Köln         |
| SpVgg Greuther Fürth | 1-3          | VfL Wolfsburg      |

| Thuisclub         | Uitslag | Uitclub              |
| ----------------- | ------- | -------------------- |
| Hannover 96       | 1-0     | MSV Duisburg         |
| VfL Osnabrück     | 0-3     | Hertha BSC           |
| Kickers Offenbach | 2-1     | SV Wacker Burghausen |
| Alemania Aachen   | 4-2     | Bayern München       |

## Schema
|  | kwartfinale         | kwartfinale         |                |   | halve finale | halve finale |  |  | finale | finale |
|  |                     |                     |                |   |              |              |  |  |        |        |
|  |                     |                     |                |   |              |              |  |  |        |        |
|  | 27 februari         |                     |                |   |              |              |  |  |        |        |
|  |                     |                     |                |   |              |              |  |  |        |        |
|  | 1. FC Nürnberg      | 0 (4)               |                |   |              |              |  |  |        |        |
|  | 1. FC Nürnberg      | 0 (4)               | 17 april       |   |              |              |  |  |        |        |
|  | Hannover 96         | 0 (2)               |                |   |              |              |  |  |        |        |
|  | Hannover 96         | 0 (2)               | 1. FC Nürnberg | 4 |              |              |  |  |        |        |
|  | 27 februari         |                     | 1. FC Nürnberg | 4 |              |              |  |  |        |        |
|  |                     | Eintracht Frankfurt | 0              |   |              |              |  |  |        |        |
|  | Kickers Offenbach   | Eintracht Frankfurt | 0              | 0 |              |              |  |  |        |        |
|  | Kickers Offenbach   |                     | 26 mei         | 0 |              |              |  |  |        |        |
|  | Eintracht Frankfurt | 3                   |                |   |              |              |  |  |        |        |
|  | Eintracht Frankfurt | 3                   | 1. FC Nürnberg | 3 |              |              |  |  |        |        |
|  | 27 februari         |                     | 1. FC Nürnberg | 3 |              |              |  |  |        |        |
|  |                     | VfB Stuttgart       | 2              |   |              |              |  |  |        |        |
|  | VfL Wolfsburg       | VfB Stuttgart       | 2              | 2 |              |              |  |  |        |        |
|  | VfL Wolfsburg       | 18 april            |                | 2 |              |              |  |  |        |        |
|  | Alemannia Aachen    | 0                   |                |   |              |              |  |  |        |        |
|  | Alemannia Aachen    | 0                   | VfL Wolfsburg  | 0 |              |              |  |  |        |        |
|  | 28 februari         |                     | VfL Wolfsburg  | 0 |              |              |  |  |        |        |
|  |                     | VfB Stuttgart       | 1              |   |              |              |  |  |        |        |
|  | VfB Stuttgart       | VfB Stuttgart       | 1              | 2 |              |              |  |  |        |        |
|  | VfB Stuttgart       |                     |                | 2 |              |              |  |  |        |        |
|  | Hertha BSC          | 0                   |                |   |              |              |  |  |        |        |
|  | Hertha BSC          | 0                   |                |   |              |              |  |  |        |        |

## Kwartfinale
De wedstrijden werden gespeeld op 19 en 20 december 2006.
| Thuisclub      | Uitslag      | Uitclub     |
| -------------- | ------------ | ----------- |
| 1. FC Nürnberg | 0-0 ns (4-2) | Hannover 96 |
| VfB Stuttgart  | 2-0          | Hertha BSC  |

| Thuisclub         | Uitslag | Uitclub             |
| ----------------- | ------- | ------------------- |
| Kickers Offenbach | 0-3     | Eintracht Frankfurt |
| VfL Wolfsburg     | 2-0     | Alemania Aachen     |

## Halve finale
De wedstrijden vonden plaats op 17 en 18 april 2007.
| Thuisclub     | Uitslag | Uitclub             |
| ------------- | ------- | ------------------- |
| 1.FC Nürnberg | 4-0     | Eintracht Frankfurt |

| Thuisclub     | Uitslag | Uitclub       |
| ------------- | ------- | ------------- |
| VfL Wolfsburg | 0-1     | VfB Stuttgart |

## Finale
|             |                                  |       |                                                            |                                                                                |
| 26 mei 2007 | VfB Stuttgart                    | 2 – 3 | 1. FC Nürnberg                                             | Olympisch Stadion, Berlijn Toeschouwers: 74.400 Scheidsrechter: Michael Weiner |
| 26 mei 2007 | Cacau 20' Pável Pardo 80' (pen.) |       | 28' Marek Mintál 47' Marco Engelhardt 109' Jan Kristiansen | Olympisch Stadion, Berlijn Toeschouwers: 74.400 Scheidsrechter: Michael Weiner |